# بیلاوه (شهرستان وویچ)
بیلاوه (به لهستانی:  Bielawy) یک روستا در لهستان است که در گمینا بیلاوه واقع شده‌است. بیلاوه ۶۲۰ نفر جمعیت دارد.